# Camponotus aegyptiacus
Camponotus aegyptiacus är en myrart som beskrevs av Carlo Emery 1915. Camponotus aegyptiacus ingår i släktet hästmyror, och familjen myror. Inga underarter finns listade.